# Richard Fiedler

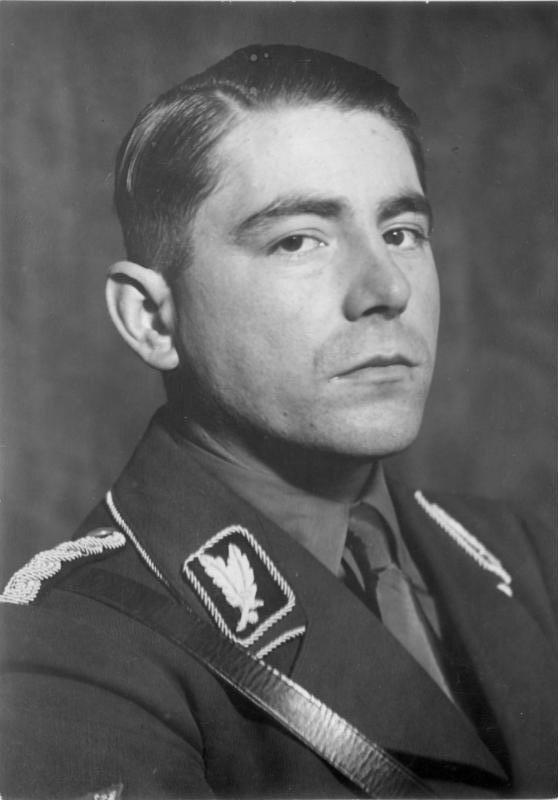
Richard Fiedler 1935

Richard Kurt Fiedler (* 24. April 1908 in Berlin; † 14. Dezember 1974 in Gräfelfing) war ein deutscher Politiker (NSDAP/AUD), SA- und SS-Führer sowie Polizeigeneral, zuletzt im Rang eines SS-Brigadeführers und Generalmajors der Polizei. Er war zur Zeit des Nationalsozialismus unter anderem Mitglied des Reichstags sowie SS- und Polizeiführer (SSPF) in Montenegro und galt als „Alter Kämpfer“. 

## Herkunft, Ausbildung und Hinwendung zum Nationalsozialismus
Der aus einer Arbeiterfamilie stammende Fiedler absolvierte von 1922 bis 1926 eine Lehre als Kunst- und Bauschlosser; im gleichen Zeitraum studierte er drei Semester an der staatlichen höheren Maschinenbauschule in Berlin.
1922 trat Fiedler dem Bismarckbund und dem Freikorps Roßbach bei, letzterem gehörte er bis 1925 an. Später gehörte er völkischen Turnerschaften, einer nach Albert Leo Schlageter benannten Kompanie sowie ab 1924 dem Frontbann, einer Auffangorganisation der zu dieser Zeit verbotenen SA, an. Nach der Wiederzulassung trat er der SA im Oktober 1925 und der NSDAP zum 9. April 1926 bei (Mitgliedsnummer 33.777). Zwischen 1927 und 1929 war er Propagandawart der NSDAP-Ortsgruppe Berlin-Alexanderplatz und Führer eines SA-Trupps. Ab September 1931 führte Fiedler, mittlerweile im Rang eines SA-Standartenführers, die SA-Standarte 6. Aufgrund von politischen Vergehen war Fiedler in der Endphase der Weimarer Republik mehrfach angeklagt.

## Zeit des Nationalsozialismus und Zweiter Weltkrieg
Nach der Machtübertragung an die Nationalsozialisten wurde das von Ernst Friedrich in der Parochialstrasse 29 eingerichtete Anti-Kriegs-Museum im März 1933 durch Fiedler unterstellte SA-Männer besetzt sowie zerstört. Zu Ehren Fiedlers benannten die SA-Männer das Museum in Richard-Fiedler-Haus um. Bis Oktober 1934 übte er Funktionen in der Berliner SA aus, zuletzt führte er die SA-Brigade 32 „Berlin-Mitte“. Am 24. Oktober 1936 heiratete Fiedler Ursula Flamm (* 31. Dezember 1912), wobei Joseph Goebbels und Wolf-Heinrich von Helldorff als Trauzeugen fungierten. Durch diese Ehe war Fiedler mit dem SA-Sturmbannführer Willi Markus, dem Führer des ihm unterstellten 33. SA-Sturmbanns, verschwippschwägert. Beide, Fiedler und Markus, wurden später bezichtigt, im Herbst 1933 an der Ermordung des Kommunisten Albrecht Höhler beteiligt gewesen zu sein; Höhler war 1930 wegen Totschlags an Horst Wessel zu sechs Jahren Haft verurteilt worden. Wessels Freund Fiedler übte während der Produktion des NS-Propagandafilms Hans Westmar 1933 eine SA-Beratung aus. Den im Zuge des so genannten Röhm-Putsches durch die NS-Führung  Ende Juni/Anfang Juli 1934 angeordneten Morden an hochrangigen SA-Führern entging Fiedler. Von dem kommissarischen Leiter der SA-Gruppe Berlin-Brandenburg und Polizeigeneral Walther Wecke wurde Fiedler jedoch Mitte Juli 1934 aufgrund überheblichen Auftretens und dem Vorwurf der Unterschlagung gerügt. Durch Fürsprache prominenter NS-Funktionäre wie Kurt Daluege und Viktor Lutze blieb Fiedler weitestgehend unbeschadet, wurde aber vorübergehend rangmäßig vom Oberführer zum Standartenführer degradiert. Im Februar 1935 wechselte Fiedler nach Duisburg, wo er Ratsherr wurde und zugleich für die örtliche SA-Standarte 138 zuständig war. Nach einer erneuten Versetzung übernahm er im August 1936 die Führung der SA-Brigade 38 in Halle. Auch in Halle war Fiedler von 1936 bis 1939 Ratsherr. Von November 1933 bis Kriegsende gehörte Fiedler dem funktionslosen Reichstag an, zunächst für den Wahlkreis 3 (Potsdam II), dann für den Wahlkreis 23 (Duisburg-West) und schließlich für den Wahlkreis 11 (Merseburg).
Im August 1939 wechselte Fiedler von der SA zur SS (SS-Nummer 337.769) und führte von August 1939 bis Anfang Oktober 1940 den SS-Abschnitt XVII (Münster) und danach im Zuge der deutschen Besetzung Polens bis Anfang August 1944 den SS-Abschnitt XXXXIII (Litzmannstadt). Das in Litzmannstadt durch die deutschen Besatzer umbenannte Łódź lag im Reichsgau Wartheland, wo Fiedler mit seiner Familie lebte. In Łódź befand sich auch das Ghetto Litzmannstadt. In einem überlieferten Lagebericht von 1941 an den Höheren SS- und Polizeiführer Wilhelm Koppe kritisierte er die nach seiner Meinung nicht energisch genug betriebene „Judenpolitik“ der Zivilverwaltung im Warthegau. Er forderte die Zusammenführung kleiner Judenghettos in Größere und hielt den Einsatz „arbeitsfähiger“ Juden zur Zwangsarbeit für entbehrlich. Im Juni 1941 wurde Fiedler zur Waffen-SS einberufen, der er mit einer Unterbrechung zwischen Dezember 1941 und September 1942 bis November 1943 als Reserveführer angehörte. Fiedler wurde an der Ostfront eingesetzt. Der Leiter des SS-Personalhauptamtes Maximilian von Herff beurteilte im Januar 1943 Fiedlers Einsatzfreudigkeit zum Kriegsdienst negativ: Fiedler sei bereits im Herbst 1942 nach wenigen Wochen Fronteinsatz nach Litzmannstadt zurückgekehrt, sei zu anspruchsvoll und berufe sich auf seine Verdienste als „Alter Kämpfer“. Seine Ausführungen zu Fiedler schloss Herff mit der Bemerkung: „Ich kann mich des Eindrucks nicht erwehren, dass Fiedler seine Einberufung zur Frontverwendung nicht besonders ernst nimmt“. Während der Blockade Leningrads im September 1943 wurde Fiedler verwundet. 
Im Mai 1944 vertrat er vorübergehend den Höheren SS- und Polizeiführer in Dänemark. Von Juni und Oktober 1944 war er SS- und Polizeiführer für Montenegro. Infolge einer Verwundung kehrte Fiedler im Oktober 1944 nach Deutschland zurück. In der Endphase des Zweiten Weltkrieges kommandierte er im Februar 1945 einen Absperrabschnitt in Strasburg in Pommern und leitete zudem den „Auffangstab Fiedler“ im Bereich der Heeresgruppe Weichsel.

## Nach Kriegsende 1945 bis 1974
Nach dem Zweiten Weltkrieg geriet Fiedler kurzzeitig in britische Kriegsgefangenschaft, aus der er jedoch umgehend entweichen und untertauchen konnte. Er lebte unter dem Aliasnamen Richard F. Giebeler in München und war als Kaufmann im Import- und Exportgeschäft tätig. Seine Familie kam in Oberstaufen unter, erst ab Anfang der 1950er Jahre lebte die Familie wieder zusammen in München. Zu dieser Zeit nahm er wieder seinen richtigen Namen an und bestritt seinen Lebensunterhalt als Vertreter einer Hemdenfirma. Gemeinsam mit einem Kompagnon gründete er 1957 ein Unternehmen, das später als Richard Fiedler OHG firmierte. Da Fiedler ständig damit rechnete für NS-Verbrechen strafrechtlich belangt zu werden, waren zunächst die Ehefrauen der beiden Firmengründer Gesellschafter des Unternehmens. Von der bundesdeutschen Justiz wurde gegen Fiedler wegen der Beteiligung an NS-Gewaltverbrechen ermittelt, ohne dass es zur Erhebung einer Anklage gegen ihn gekommen wäre. Infolge einer Anzeige gegen Fiedler durch einen Geschäftspartner, der eigenen Angaben zufolge ehemaliger KZ-Häftling war, ermittelte 1962 die Staatsanwaltschaft München gegen Fiedler. Der Anzeigende hatte in Erfahrung gebracht, dass Fiedler an der Judenverfolgung in Łódź beteiligt gewesen sei. Während der Vernehmung stritt Fiedler diese Beschuldigung ab, da er als Führer der Allgemeinen SS vor Ort dafür nicht zuständig gewesen sei und nie der Gestapo oder dem SD angehört habe. Auch habe er von den Novemberpogromen 1938 während seines Einsatzes in Halle/Saale erst später durch einen Anruf erfahren. Auch habe er keine NS-Gegner verfolgt. Daniel Siemens merkt in diesem Zusammenhang an, dass Fiedlers Aussagen nicht der Wahrheit entsprachen: Fiedler habe von den Repressionsmaßnahmen gegen die polnische Bevölkerung und der Judenverfolgung nicht nur gewusst, sondern auch daran mitgewirkt. Die wenig engagierten Ermittlungen gegen Fiedler  wurden eingestellt. Auch ein Ermittlungsverfahren gegen Fiedler wegen Beihilfe zum Mord im Zusammenhang mit der Ermordung von Albrecht Höhler wurde 1969 durch die Staatsanwaltschaft aufgrund von Verjährung eingestellt.
Mitte der 1960er Jahre engagierte sich Fiedler in der Aktionsgemeinschaft Unabhängiger Deutscher, für die er bei der Bundestagswahl 1965 erfolglos auf der Landesliste Bayern kandidierte. Zu dieser Zeit wurde er in zeitgeschichtliche Kontroversen, wie den Streit um die Urheberschaft des Reichstagsbrandes, hineingezogen, in dem er sich dem Privatforscher Fritz Tobias als Zeuge zur Verfügung stellte. Zuletzt lebte er in Lochham.

## Auszeichnungen
| Fiedlers SA-, SS- und Polizei-Ränge | Fiedlers SA-, SS- und Polizei-Ränge         |
| Datum                               | Rang                                        |
| ----------------------------------- | ------------------------------------------- |
| 1931                                | SA-Standartenführer                         |
| April 1933                          | SA-Oberführer                               |
| 1936                                | SA-Brigadeführer                            |
| August 1939                         | SS-Brigadeführer                            |
| 1940                                | SS-Obersturmführer der Reserve (Waffen-SS)  |
| November 1943                       | SS-Hauptsturmführer der Reserve (Waffen-SS) |
| 1944                                | Generalmajor der Polizei                    |

- Eisernes Kreuz (1939) II. Klasse
- Kriegsverdienstkreuz (1939) II. Klasse ohne Schwertern
- Goldenes Parteiabzeichen der NSDAP
- NSDAP-Dienstauszeichnungen
- Verwundetenabzeichen (1939) in Schwarz
- Ehrendegen des Reichsführers SS
- Totenkopfring der SS

## Archivalien
Im Bundesarchiv haben sich Personalunterlagen zu Fiedler erhalten. Namentlich befinden sich im Bestand des ehemaligen Berlin Document Center eine Akte mit Parteikorrespondenz zu Fiedler (PK-Mikrofilm C 183, Bilder  1911-2010) und eine SS-Personalakte (SSO-Mikrofilm 206, Bilder 265 bis 585).